# Kopa (mont)
Pour les articles homonymes, voir Kopa.
Kopa est une montagne ainsi qu'une petite station de ski, situées près de Karpacz dans la Voïvodie de Basse-Silésie, dans le sud-ouest de la Pologne.
La montagne culmine à 1 377 mètres d'altitude.
Une vue directe sur le point culminant de la République tchèque — la Sniejka (1 602 m) — est offerte du sommet.
Le domaine skiable — l'un des douze plus importants de Pologne — est réparti entre les versants Kopa et Strzecha Akademicka. L'essentiel du domaine est desservi par le long télésiège 1 place Zbyszek, de conception archaïque et très lent. Ce télésiège, en service uniquement quand le vent d'altitude se calme, relie les hauteurs de Karpacz directement au mont Kopa. Il représente de fait un point de départ très apprécié par les randonneurs visant l'ascension de la Sniejka.
Malgré la taille restreinte du domaine skiable et la très mauvaise voire l'absence de signalisation pour rejoindre le parking situé au pied des pistes, la station est très fréquentée par une clientèle à majorité polonaise.